# Inno a Roma
L'Inno a Roma è un inno patriottico scritto nel 1918 da Fausto Salvatori e musicato da Giacomo Puccini nello stesso anno.

## Storia
Nel 1918 Fausto Salvatori compose un inno dedicato alla città di Roma, riprendendo il Carmen saeculare di Orazio, per celebrare la vittoria dell'Italia nella prima guerra mondiale. Poco dopo il sindaco di Roma Prospero Colonna chiese a Giacomo Puccini di crearne una composizione musicale completa.
Dopo un iniziale tentennamento, Puccini compose in poco tempo le musiche e ne inviò lo spartito completo al celebre direttore dell'orchestra capitolina Alessandro Vessella, che ne creò un arrangiamento per la propria banda.

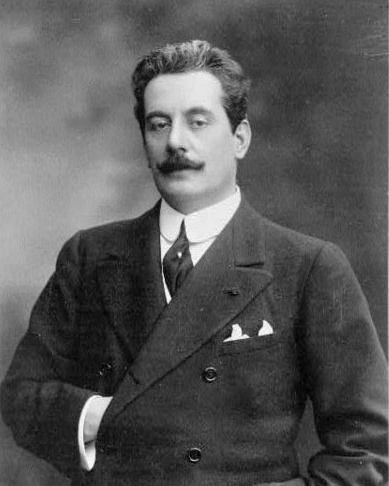
Giacomo Puccini, autore della composizione musicale.

La prima esecuzione dell'inno venne fissata per il 21 aprile 1919, per la celebrazione dell'anniversario della nascita della Città Eterna. Quel pomeriggio, però, tutte le orchestre dei teatri romani scioperarono facendo saltare l'esecuzione. Dopo aver tentato di eseguirlo invano in piazza di Siena a Villa Borghese con una pioggia violenta, si scelse di posticiparlo al 1º giugno, in occasione di varie competizioni ginniche allo Stadio Nazionale, con i Savoia presenti. L’Inno a Roma, cantato durante il saggio ginnico, venne accolto con grande successo.
Quanto all'opinione del suo autore, Puccini annunciò con queste parole la fine della composizione in una lettera alla moglie Elvira datata il 26 marzo 1919: «Ho finito l'Inno a Roma (una bella porcheria)».

### L'utilizzo e la divulgazione della canzone durante il ventennio Fascista
Durante il regime fascista, divenne molto popolare una versione solista interpretata da un famoso tenore dell'epoca, Beniamino Gigli.
Dopo la seconda guerra mondiale tale canto divenne l'inno del MSI.
A causa della sua connotazione "fascista", il canto, un tempo famosissimo, cadde nell'oblio.

## Testo
Il testo ufficiale è il seguente (sebbene nella versione cantata qualche frase venga leggermente modificata per adattarla alla metrica della composizione):
dove eterno verdeggia il sacro alloro,

a te, nostra fortezza e nostro orgoglio,

ascende il coro.

Salve Dea Roma! Ti sfavilla in fronte

il Sol che nasce sulla nuova storia;

fulgida in arme, all’ultimo orizzonte

sta la Vittoria.

Sole che sorgi libero e giocondo

sul colle nostro i tuoi cavalli doma;

tu non vedrai nessuna cosa al mondo

maggior di Roma, maggior di Roma!

Per tutto il cielo è un volo di bandiere

e la pace del mondo oggi è latina.

Il Tricolore canta sul cantiere,

su l’officina.

Madre che doni ai popoli la legge

eterna e pura come il sol che nasce,

benedici l’aratro antico e il gregge

folto che pasce!

Sole che sorgi libero e giocondo

sul colle nostro i tuoi cavalli doma;

tu non vedrai nessuna cosa al mondo

maggior di Roma, maggior di Roma!

Benedici il riposo e la fatica

che si rinnova per virtù d’amore,

la giovinezza florida e l’antica

età che muore.

Madre di messi e di lanosi armenti,

d’opere schiette e di pensose scuole,

tornano alle tue case i reggimenti

e sorge il sole.

Sole che sorgi libero e giocondo

sul colle nostro i tuoi cavalli doma;

tu non vedrai nessuna cosa al mondo

maggior di Roma, maggior di Roma!»
(Fausto Salvatori, "Inno a Roma")

## Descrizione
Trattandosi di un inno alla città di Roma, il riferimento è ad essa, alla sua storia e alla sua capacità di dominare.
Vi sono riferimenti alla pace, al lavoro ed al tricolore. Il principale luogo menzionato è il Campidoglio di Roma.
Le due frasi finali del ritornello si richiamano al Carmen saeculare di Orazio.

## Musica
Il canto alterna momenti da tipica marcia, come spesso fanno i canti patriottici risorgimentali italiani, ad arie di lirica molto distensiva, come nel ritornello dove vi sono appunto riferimenti a situazioni di pace e gioia.

## Le incisioni
Il canto è di pubblico dominio, essendo gli autori morti da oltre 70 anni.
Oltre alla versione corale proposta spesso dalle orchestre sinfoniche, vi è la già citata versione da solista del tenore Beniamino Gigli e quella altrettanto da solista degli anni '60 di Plácido Domingo.